# NGC 414
NGC 414 je čočková galaxie v souhvězdí Ryb. Její zdánlivá jasnost je 13,5m a úhlová velikost 0,7′ × 0,4′. Je vzdálená 218 milionů světelných let, průměr má 50 000 světelných let. Galaxie tvoří gravitačně vázaný pár s galaxií PGC 93079 a je členem skupiny galaxií LGG 18 okolo galaxie NGC 452. Objekt objevil 22. října 1867 Švéd Per Magnus Herman Schultz. V katalogu NGC je objekt popsán jako „velmi slabý, malý, nepravidelně okrouhlý, mnohem jasnější střed, II 220 na severozápad“, II 220 představuje NGC 410

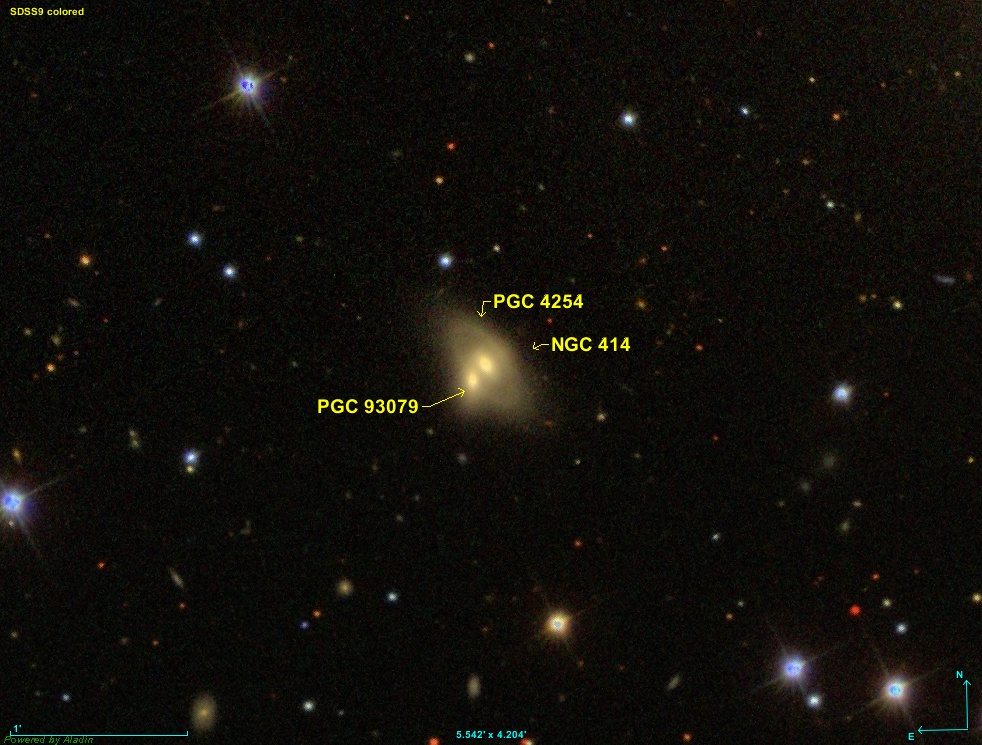
pár galaxií NGC 414 s PGC 93079 (SDSS)